# Mikulczyce

Lage von Mikulczyce in Zabrze

Mikulczyce (deutsch: Mikultschütz, 1936–1945: Klausberg) ist ein Stadtteil von Zabrze mit 15.000 Einwohnern.  Er liegt in der Woiwodschaft Schlesien, Polen.

## Geschichte
Der Ort bestand wahrscheinlich schon im 12. Jahrhundert, aber wurde im Jahr 1311 erstmals urkundlich erwähnt, als er dem Ritter „Dobeslao de Miculczicz, militibus“ gehörte.
Die römisch-katholische Pfarrei wurde im Peterspfennigregister des Jahres 1326 im Dekanat Sławków (ab 1331 Bytom/Beuthen, im 15. Jahrhundert Sławków alias Bytom) des Bistums Krakau als Niculticz erstmals urkundlich erwähnt.
Der Ort liegt am westlichen Rand des Teilgebiets Oberschlesiens, das bis 1177/1178 zu Kleinpolen bzw. zum Herzogtum Krakau gehörte und dann zum Herzogtum Ratibor kam, das von den Schlesischen Piasten regiert wurde. Aus dieser Zeit rührte die bis 1821 bestehende Zugehörigkeit zum Bistum Krakau (danach im Bistum Breslau). Die westliche Grenze des Krakauer Bistums verlief für Jahrhunderte entlang des Bachs Potok  Mikulczycki, einem rechten Zufluss der Bytomka (Beuthener Wasser oder Iserbach) im Zuflussgebiet der Klodnitz.
Das Herzogtum Oppeln-Ratibor wurde 1281 nach dem Tod des Oppelner Herzogs Wladislaus I. 1281 geteilt und gehörte ab 1312 zum Herzogtum Beuthen, ab 1370 im Besitz der Herzöge von Oels. Im späteren 15. Jahrhundert in der Zeit des ungarisch-böhmischen Kriegs wurde das Gebiet von Matthias Corvinus besetzt. Damals expandierte das Herzogtum Oppeln unter Johann II. wieder, dem letzten männlichen Nachkommen aus dem Oppelner Zweig der Schlesischen Piasten.
Nach dem Tod des Königs Ludwig II. gelangte die Krone Böhmen und damit auch Schlesien 1526 an die Habsburger. Sie waren Landesherren von Schlesien in ihrer Eigenschaft als Könige von Böhmen.
Nach dem Ersten Schlesischen Krieg und dem Vorfrieden von Breslau fiel Mikulczyce mit dem größten Teil Schlesiens an Preußen. Ab 1830 gehörte es den Herren Henckel von Donnersmarck. In der zweiten Hälfte des 19. Jahrhunderts folgte die Industrialisierung. Ab 1873 gehörte es zum Kreis Tarnowitz. In der Volksabstimmung in Oberschlesien über die künftige Zugehörigkeit Oberschlesiens vom Jahre 1921 votierten um 73 % der Wähler für Polen, aber das Dorf blieb in Deutschland, und zwar mit 20.152 Einwohnern im Jahr 1933, womit es das größte Dorf im Reich war. 1937 wurde eine evangelische Holzkirche errichtet. Am 19. Dezember 1935 wurde es in Klausberg umbenannt. Die Rote Armee marschierten im Januar 1945 ein.
Bis zu seiner Eingemeindung nach Zabrze 1951 war Mikulczyce eine selbständige Gemeinde.
Seitdem ist es ein Stadtteil von Zabrze (Zabrze-Mikulczyce).

## Sport
Der erfolgreiche Mikultschützer Verein war der 1920 gegründete Sportfreunde Klausberg. Er spielte in der obersten schlesischen Fußballliga. Mit dem Übergang Schlesiens an Polen infolge des Zweiten Weltkriegs erlosch der Verein.

## Söhne und Töchter (Auswahl)
- Hubert Renk (1917–1966), schlesischer Fußballspieler